# Johann Michael Franz (Maler)
Johann Michael Franz (* 11. Dezember 1715 in Dirlewang bei Mindelheim; † 5. April 1793 in Eichstätt) war ein Barockmaler und Freskant.

## Jugend und Ausbildung
Seine Eltern waren der Zimmermeister Jakob Franz (* 1681) und Anna geb. Lueger. Seine Ausbildung genoss er im Umkreis des Augsburger Reichsstädtischen Kunstakademiedirektors Johann Georg Bergmüller (Bergmiller) (1688–1762); nach eigenen Angaben schloss er sie 1733 ab.

## Als Hofmaler in Eichstätt
Franz ist seit 1739 in Eichstätt nachweisbar. 1751 wurde er zum Fürstbischöflichen Hofmaler ernannt; am 22. November des gleichen Jahres ehelichte er die Hofbuchdruckertochter Maria Anna Magdalena Strauß (der Sohn Anton wurde ebenfalls Maler). Seine Hauptschaffenszeit fällt unter Fürstbischof Raymund Anton Graf von Strasoldo, für den er insbesondere das Rokoko-Jagdschloss Hirschberg mit Fresken und Ölgemälden ausstattete. Der  Freskant Franz gilt er als ein „Virtuos in der Kunst ‚auf nassen Wurf zu malen.’“ (Zitat nach: Eichstätts Kunst, S. 107). Er war ein „typischer Vertreter der zu dieser Zeit verbreiteten lokalen Malschulen und höfischen Kunstzentren“ (Zitat: Bosl, S. 217).

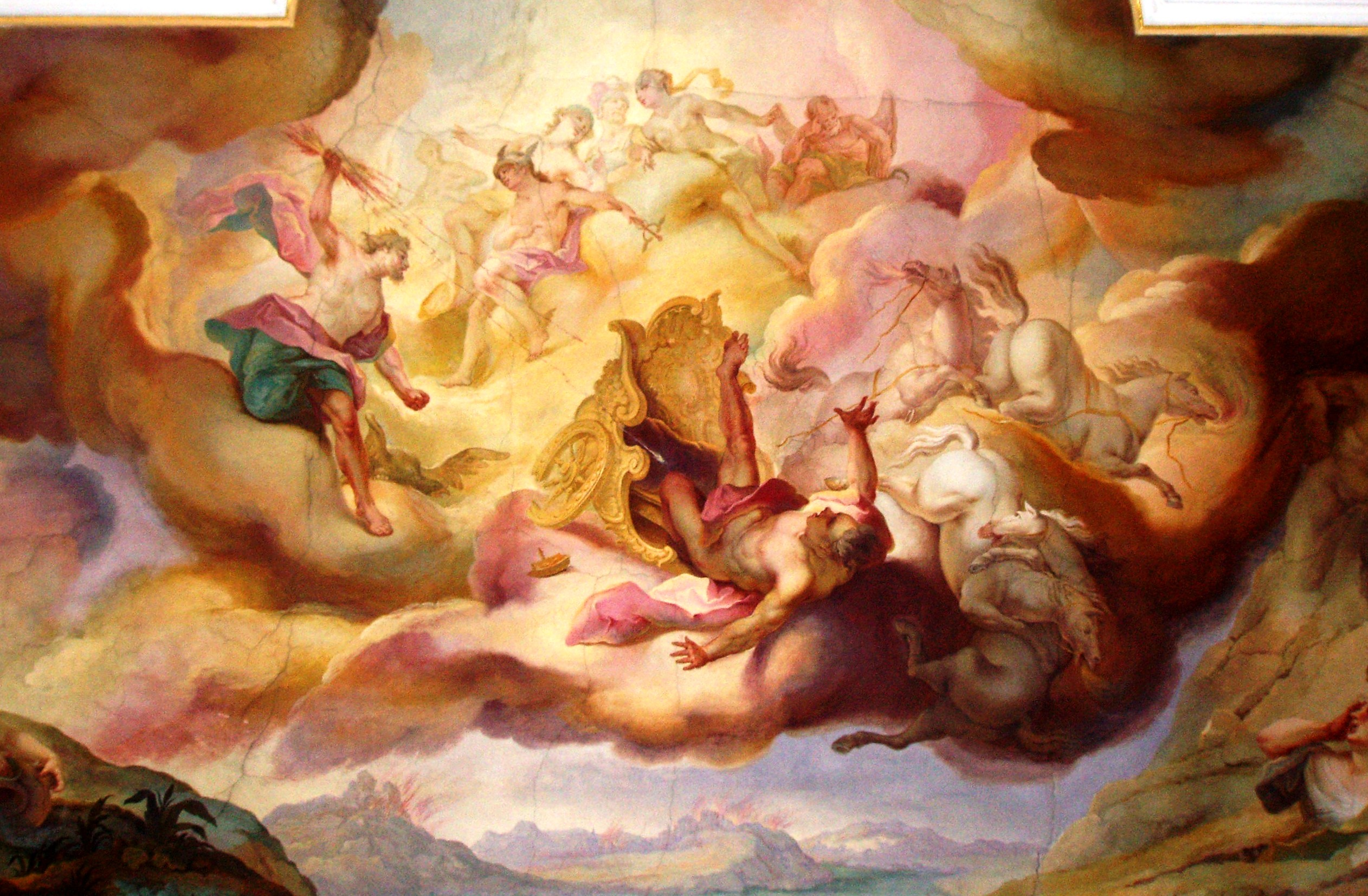
Sturz des Phaeton, Deckengemälde in der ehemaligen fürstbischöflichen Residenz Eichstätt

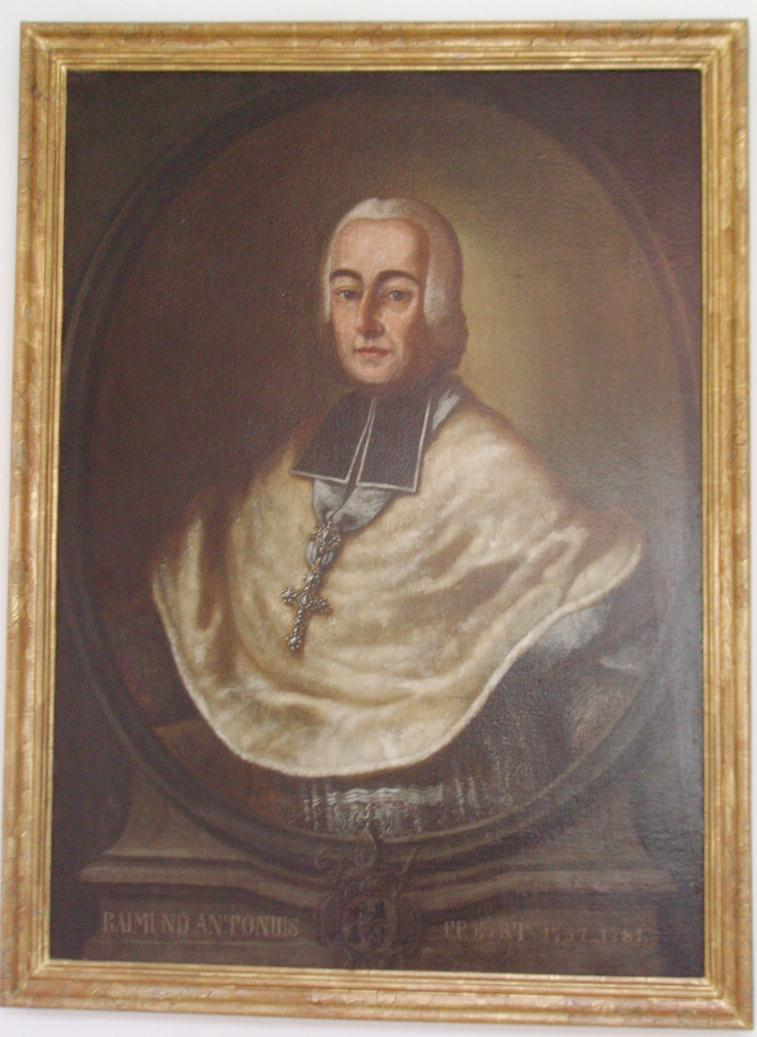
Raymund Anton Graf von Strasoldo. Portraitgemälde von Johann Michael Franz

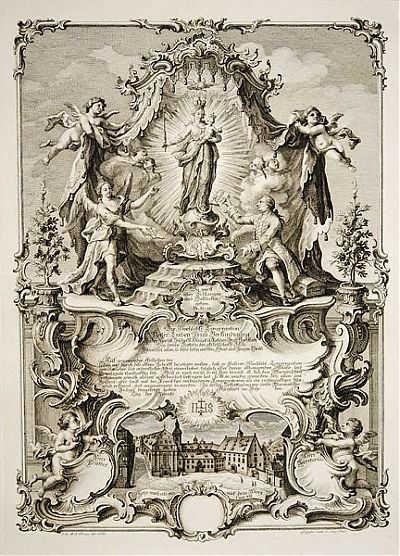
Aufnahmeblatt in die Marianische Kongregation

## Werke
- Verherrlichung Gottes durch den Dominikanerorden, Deckenfresko (1740) im Treppenhaus des ehemaligen Dominikanerklosters Eichstätt
- Beilngries, Kath. Pfarrkirche St. Walburga: Altarbild mit den Hll. Maria, Dominikus und Katharina von Siena
- Eichstätt: Maria-Hilf-Kapelle, Deckengemälde (1744); Schutzengelkirche, Hl. Aloisius, Hl. Stanislaus; ehemalige fürstbischöfliche Residenz, Sturz des Phaeton, Deckengemälde im Treppenhaus (1768; 1919 von Kunstmaler Pfleiderer, München, restauriert), Allegorien der Gerechtigkeit und des Friedens, Deckengemälde (Leimfarben) im Spiegelsaal (1768) (mit Selbstbildnis?); Hofgarten an der ehemaligen Sommerresidenz, Fresken des Hauptpavillons (1781); Deckenfresko des Kapitelsaals (heute: Diözesanmuseum) (1762; 1977 wiederentdeckt und teilweise restauriert); im Diözesanmuseum auch Ölportrait des Fürstbischofs Raymund Anton Graf von Strasoldo (1773)
- Sindlbach, Kath. Pfarrkirche St. Jakobus: Deckengemälde mit Szenen aus dem Leben des hl. Jakobus d. Ä. (1758)
- Staufersbuch, Pfarrkirche St. Martin, Deckengemälde „Glorie des hl. Martin“ (um 1769)
- Schloss Hirschberg: Ölgemälde im Kaisersaal: Kaiserin Maria Theresia, Kaiser Franz I., Kaiser Joseph II., Isabella von Parma, vier Habsburger Prinzen (sämtlich 1760); Rittersaal: Deckengemälde „Opferung der Iphigenie“ (1764) und Ölgemälde: Graf Gebhard VII., Fürstbischof Raymund Anton Graf von Strasoldo (1783), Ansichten von Städten des Hochstifts Eichstätt (Eichstätt, Beilngries mit Hirschberg, Berching, Abenberg, Greding, Ornbau, Spalt) (1765/66)
- Pettenhofen bei Ingolstadt, Pfarr- und Wallfahrtskirche Mariä Geburt: Deckengemälde Heimsuchung Mariens und Himmelfahrt Mariens (1778); Mitwirkung am Hochaltar (1778)
- 12 Ölgemälde mit Brustbildern der Eichstätter Diözesanheiligen (1786) aus dem Dom, seit 1882 im Priesterseminar Eichstätt
- Ölgemälde des Fürstbischofs Johann Anton III. von Zehmen (1783)
- Breitformatiges Gemälde einer Landschaft mit kleinem Gebäude (1793)
- Buxheim, Kath. Pfarrkirche St. Michael: Deckengemälde (1778; bei Neubau 1911 vernichtet)
- Fassung des Orgelprospekts im Eichstätter Dom (nicht mehr vorhanden)
- Entwurfszeichnungen für die Aufnahmeurkunde der Marianischen Kongregation Eichstätt (1768)
- (Zusammen mit Maurizio Pedetti) Hochstiftskalender (1759 erstmals gedruckt)